# Mercado del Kan
El Mercado del Kan (en hindi: ख़ान बाज़ार; en punjabí: ਖ਼ਾਨ ਬਾਜ਼ਾਰ; en urdu: خان بازار) fue establecido en 1951, y nombrado en honor del Kan Abdul Ghaffar(1890-1988), un líder político y espiritual pastún cuya memoria es profundamente respetada por toda la India[cita requerida]. Ha sido clasificado como el lugar más costoso al por menor en la India. En 2010 fue calificado como 21 minorista de calle más caro del mundo por la firma de bienes raíces Cushman & Wakefield y está considerado como una de las calles más caras de alta gama[cita requerida]. 
Establecido en 1951, tiene forma de U. Es un complejo de dos plantas; originalmente tenía 154 tiendas y 74 pisos en el primer piso para comerciantes.